# Antonio da Ponte

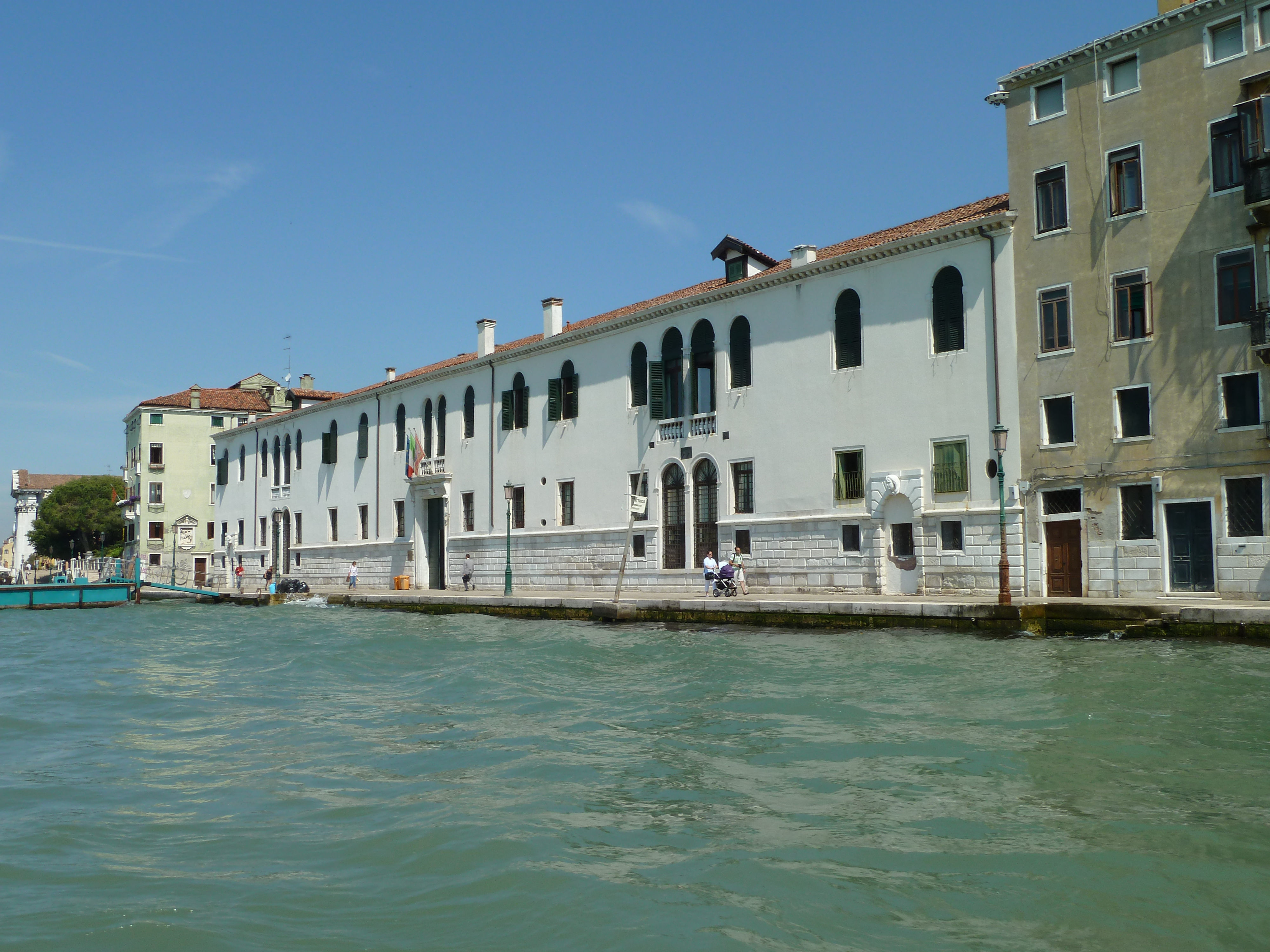
Ex Ospedale degli Incurabili

Antonio da Ponte (Ponte Capriasca, 1512 - Venetië, 20 maart 1597) was een Venetiaans architect en ingenieur die het winnende ontwerp leverde en van 1588 tot 1591 mocht uitvoeren voor het herbouwen van de Rialtobrug in Venetië.
De ontwerpwedstrijd voor de vernieuwing van de voormalige houten Rialtobrug werd gepatroneerd door de 86e doge van Venetië Pasqual Cicogna. Da Ponte werd geselecteerd boven ontwerpen van onder meer Jacopo Sansovino, Andrea Palladio en Giacomo Barozzi da Vignola. Hij maakte onder meer het verschil door een veel grotere overspanning wat voor vlot verkeer op de Canal Grande een belangrijk voordeel bood.
Het ontwerp van da Ponte was zo'n bravourestuk door de enorme druk die op brugpijlers landt, dat onder meer Vincenzo Scamozzi een snelle instorting verwachtte.
Bij de uitvoering liet Antonio da Ponte zich bijstaan door zijn neef Antonio Contino, de latere ontwerper van de Brug der Zuchten.
Da Ponte was ook verantwoordelijk voor de afwerking van het Ex Ospedale degli Incurabili.
- Gemeinsame Normdatei: 124791670
- International Standard Name Identifier: 0000 0000 8266 2710
- KulturNav: 3399330d-a266-4022-931e-7c86b7d4919e
- Union List of Artist Names: 500033521
- Virtual International Authority File: 74794650
- WorldCat: E39PCjJ769bPrVg7vwRQQJQmFq